# Lalla Khedidja
Lalla Khedidja é uma montanha no norte da Argélia, atingindo os 2308 m de altitude. É o cume mais alto da cordilheira Djurdjura, uma subcordilheira da cordilheira do Atlas.